# Primera División 1957-1958 (Spagna)
La Primera División 1957-1958 è stata la 27ª edizione della massima serie del campionato spagnolo di calcio, disputata tra il 15 settembre 1957 e il 4 maggio 1958 e concluso con la vittoria del Real Madrid, al suo sesto titolo, il secondo consecutivo.
Capocannonieri del torneo sono stati Alfredo Di Stéfano (Real Madrid), Manuel Badenes (Real Valladolid) e Ricardo Alós (Valencia) con 19 reti ciascuno.

## Classifica finale
|       | Pos. | Squadra         | Pt | G  | V  | N  | P  | GF | GS | DR  |
| ----- | ---- | --------------- | -- | -- | -- | -- | -- | -- | -- | --- |
|       | 1.   | Real Madrid     | 45 | 30 | 20 | 5  | 5  | 71 | 26 | +45 |
| [ 2 ] | 2.   | Atlético Madrid | 42 | 30 | 16 | 10 | 4  | 78 | 43 | +35 |
|       | 3.   | Barcellona      | 38 | 30 | 17 | 4  | 9  | 69 | 38 | +31 |
|       | 4.   | Valencia        | 36 | 30 | 13 | 10 | 7  | 56 | 40 | +16 |
|       | 5.   | Osasuna         | 35 | 30 | 15 | 5  | 10 | 53 | 43 | +10 |
|       | 6.   | Athletic Bilbao | 32 | 30 | 14 | 4  | 12 | 56 | 48 | +8  |
|       | 7.   | Celta Vigo      | 32 | 30 | 13 | 6  | 11 | 50 | 51 | -1  |
|       | 8.   | Español         | 28 | 30 | 11 | 6  | 13 | 48 | 46 | +2  |
|       | 9.   | Real Sociedad   | 27 | 30 | 10 | 7  | 13 | 38 | 44 | -6  |
|       | 10.  | Siviglia        | 25 | 30 | 9  | 7  | 14 | 45 | 55 | -10 |
|       | 11.  | Las Palmas      | 25 | 30 | 9  | 7  | 14 | 34 | 65 | -31 |
|       | 12.  | Sporting Gijón  | 24 | 30 | 10 | 4  | 16 | 46 | 57 | -11 |
|       | 13.  | Granada         | 24 | 30 | 11 | 2  | 17 | 35 | 53 | -18 |
|       | 14.  | Real Saragozza  | 24 | 30 | 8  | 8  | 14 | 39 | 52 | -13 |
|       | 15.  | Real Valladolid | 23 | 30 | 9  | 5  | 16 | 45 | 73 | -28 |
|       | 16.  | Real Jaén       | 20 | 30 | 9  | 2  | 19 | 29 | 58 | -29 |

Legenda:
      Campione di Spagna e qualificato in Coppa dei Campioni 1958-1959
      Qualificata in Coppa dei Campioni 1958-1959
      Invitato in Coppa delle Fiere 1958-1960
      Retrocesse in Segunda División 1958-1959
Regolamento:
Due punti a vittoria, uno a pareggio, zero a sconfitta.
In caso di arrivo di due o più squadre a pari punti, la graduatoria verrà stilata secondo la classifica avulsa tra le squadre interessate che prevede, in ordine, i seguenti criteri:
- Punti negli scontri diretti.
- Differenza reti negli scontri diretti.
- Differenza reti generale.
- Reti realizzate in generale.

Note:
Il Barcellona fu invitato in Coppa delle Fiere 1958-1960 indipendentemente dalla classifica di questo campionato.

## Statistiche

### Squadre

#### Capoliste solitarie
|    | —— | ——  | —— | ——          | ——          | ——          | ——          | ——          | ——          | ——          | ——          | ——          | ——          | ——  | ——  | ——              | ——              | ——              | ——              | ——  | ——  | ——  | ——  | ——          | ——          | ——          | ——          | ——          | ——          | —— |  |
|    |    | RMa |    | Real Madrid | Real Madrid | Real Madrid | Real Madrid | Real Madrid | Real Madrid | Real Madrid | Real Madrid | Real Madrid | Real Madrid |     |     | Atlético Madrid | Atlético Madrid | Atlético Madrid | Atlético Madrid |     |     | AtM |     | Real Madrid | Real Madrid | Real Madrid | Real Madrid | Real Madrid | Real Madrid |    |  |
|    |    |     |    |             |             |             |             |             |             |             |             |             |             |     |     |                 |                 |                 |                 |     |     |     |     |             |             |             |             |             |             |    |  |
|    |    |     |    |             |             |             |             |             |             |             |             |             |             |     |     |                 |                 |                 |                 |     |     |     |     |             |             |             |             |             |             |    |  |
| 1ª | 2ª | 3ª  | 4ª | 5ª          | 6ª          | 7ª          | 8ª          | 9ª          | 10ª         | 11ª         | 12ª         | 13ª         | 14ª         | 15ª | 16ª | 17ª             | 18ª             | 19ª             | 20ª             | 21ª | 22ª | 23ª | 24ª | 25ª         | 26ª         | 27ª         | 28ª         | 29ª         | 30ª         |    |  |